# La fuga de Segovia
La fuga de Segovia és una pel·lícula basca dirigida per Imanol Uribe l'any 1981, basada en la fuga real de la presó de Segòvia d'uns trenta presos polítics d'ETA político-militar que es va produir l'abril de 1976. Originalment enregistrada en castellà, també fou doblada al basc (Segoviako ihesa) i a l'anglès (Escape from Segovia).

## Argument
La pel·lícula està basada en els fets reals de la fuga de Segòvia. Un ex-reclús a l'exili relata les seves circumstàncies de la seva aventura a un periodista: la història de la fuga real realitzada l'abril de 1976, que té per protagonistes a un grup de militants d'ETA político-militar.
A la presó, un grup de carcellers descobreix un túnel que condueix a l'exterior. No obstant això, el grup de presos, sense desanimar-se, comencen a excavar un segon túnel.
Després de vuit mesos, la fuga aconsegueix materialitzar-se, durant les delicades circumstàncies que es vivien els darrers mesos del règim franquista en el despertar de la Transició espanyola, l'empresa tindrà conseqüències sorprenents.

## Repartiment
- Xabier Elorriaga
- Mario Pardo
- Álex Angulo
- Guillermo Montesinos
- Klara Badiola
- Virginia Mataix
- Ovidi Montllor
- Patxi Biskert
- Chema Muñoz
- Ramón Barea

## Premis i nominacions
- 1981: Festival Internacional de Cinema de Sant Sebastià: Premi de la Crítica